# ハリー・オニール (捕手)
ハリー・ミンク・オニール（Harry Mink O'Neill、1917年5月8日 - 1945年3月6日）は、アメリカ合衆国ペンシルベニア州フィラデルフィア出身の野球選手。ポジションは捕手。右投げ右打ち。1939年にフィラデルフィア・アスレチックスから1試合だけ出場した。第二次世界大戦で戦死した二人のメジャーリーグベースボール選手のうちの一人。

## 来歴・人物
ゲティスバーグカレッジを卒業後、フィラデルフィア・アスレチックス（現アスレチックス）に入団、1939年7月23日の対デトロイト・タイガース戦に捕手として出場した。この試合は16対3とアスレチックスが大敗した試合で、オニールも守備のみでの出場だったようで、打席に立っていない。また守備においても守備機会はゼロだった。
オニールのメジャーリーグ出場はこの試合のみで、オニールはその後第二次世界大戦でアメリカ海兵隊の中尉として従軍し、1945年3月6日に硫黄島の戦いで戦死した。なお、従軍中にパープルハート勲章を叙勲されている。
オニールの遺体は、故郷のフィラデルフィアに埋葬されている。
1980年にゲティスバーグ・カレッジの名誉の殿堂に列せられた。

## 詳細情報

### 年度別打撃成績
| 年 度     | 球 団     | 試 合 | 打 席 | 打 数 | 得 点 | 安 打 | 二 塁 打 | 三 塁 打 | 本 塁 打 | 塁 打 | 打 点 | 盗 塁 | 盗 塁 死 | 犠 打 | 犠 飛 | 四 球 | 敬 遠 | 死 球 | 三 振 | 併 殺 打 | 打 率 | 出 塁 率 | 長 打 率 | O P S |
| --------- | --------- | ----- | ----- | ----- | ----- | ----- | -------- | -------- | -------- | ----- | ----- | ----- | -------- | ----- | ----- | ----- | ----- | ----- | ----- | -------- | ----- | -------- | -------- | ----- |
| 1939      | PHA       | 1     | 0     | 0     | 0     | 0     | 0        | 0        | 0        | 0     | 0     | 0     | 0        | 0     | --    | 0     | --    | 0     | 0     | 0        | ----  | ----     | ----     | ----  |
| 通算：1年 | 通算：1年 | 1     | 0     | 0     | 0     | 0     | 0        | 0        | 0        | 0     | 0     | 0     | 0        | 0     | --    | 0     | --    | 0     | 0     | 0        | ----  | ----     | ----     | ----  |